# Męczennica języczkowata

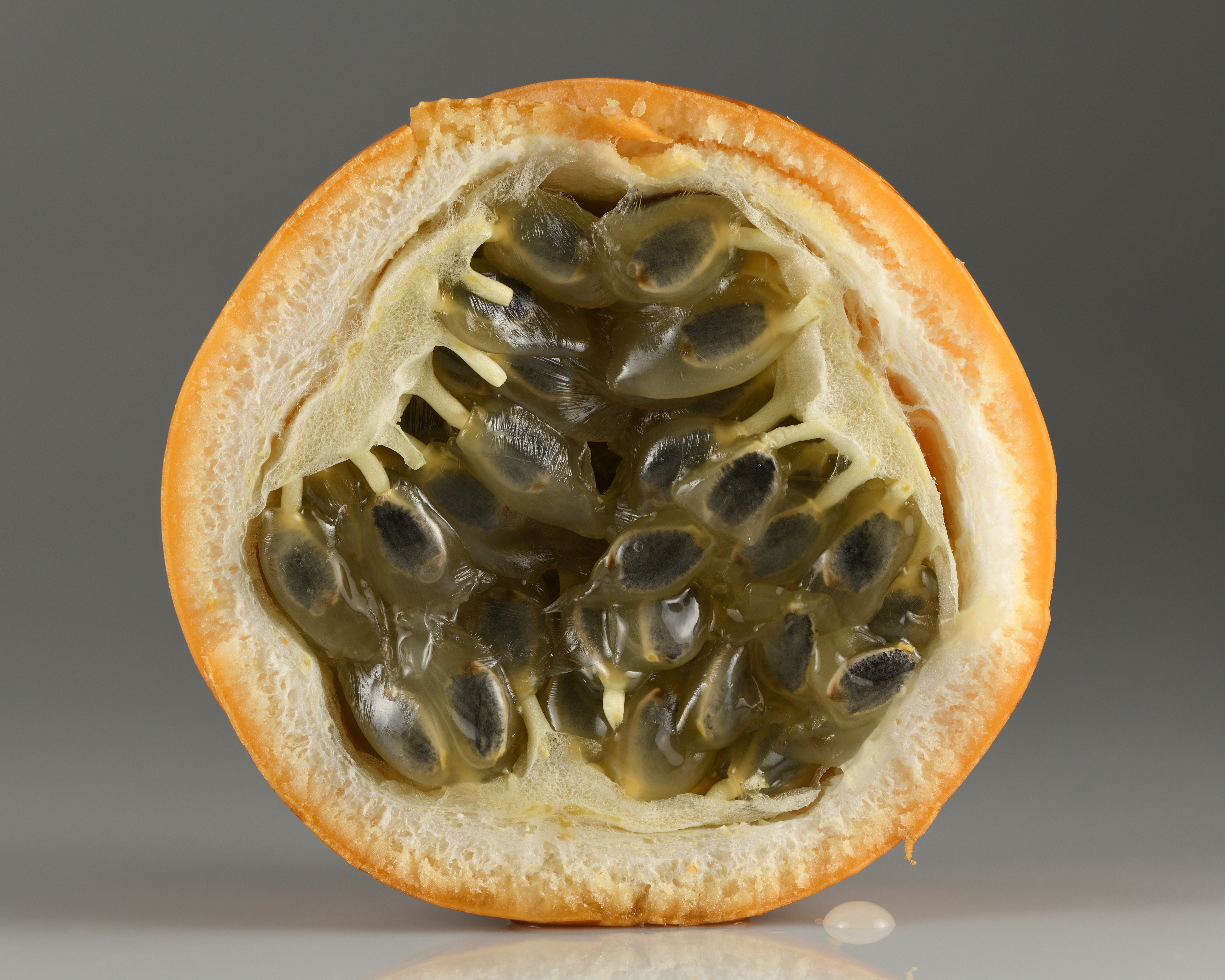
Owoc

Męczennica języczkowata (Passiflora ligularis Juss) – gatunek rośliny z rodziny męczennicowatych. Pochodzi z północnej części Ameryki Południowej. Jest powszechnie uprawiana w krajach tropikalnych. Nazwa handlowa: granadilla, słodka granadilla. Niekiedy uważana za gatunek inwazyjny.

## Morfologia
PokrójWiecznie zielone pnącze o pędach okrągłych w przekroju i drewniejących u nasady. Posiada pochodzące z przekształconych pędów wąsy czepne, przy których pomocy wspina się do koron drzew.
LiścieNaprzemianległe, sercowate, błyszczące, osadzone na długich ogonkach z jajowatymi przylistkami.
KwiatyBardzo charakterystyczne, kremowobiałe lub różowawe, z fioletowym przykoronkiem. Silnie pachnące.
OwocJajowata lub okrągława jagoda o długości do 12 cm, z licznymi ciemnymi nasionami, otoczonymi szklistą, szarą osnówką. Skórka pomarańczowa z jaśniejszymi punktami i purpurowymi plamkami, twarda, przez co owoce dobrze znoszą transport. Gąbczasta okrywa.

## Zastosowanie
- Sadzona jako roślina ozdobna, w parkach, na pergolach itd.
- Sztuka kulinarna: Owoce zazwyczaj zjada się na surowo wraz z pestkami lub bez nich. Gatunek w znacznie mniejszym stopniu wykorzystywany do produkcji soku niż męczennica jadalna.
- Roślina lecznicza - napary o działaniu uspokajającym.
- Roślina obrzędowa - korzenie mają właściwości odurzające. wykorzystywane w rytuałach Indian południowoamerykańskich[5].